# Planet Alpha
Planet Alpha est un jeu vidéo de plates-formes à défilement horizontal, développé par Planet Alpha Game Studio et édité par Team17. Disponible uniquement en version dématérialisée, le jeu est sorti le 4 septembre 2018 sur Nintendo Switch, PlayStation 4, Xbox One et Windows.